# Discípulos de Cristo (igreja)
A Igreja Cristã "Discípulos de Cristo" é uma denominação cristã protestante que ensina que o "discípulo" é aquele que segue outrem em suas ideias, atitudes, posição ideológicas. Os Discípulos mais conhecidos são os doze apóstolos: André, Bartolomeu, Filipe, João, Tiago, o maior, Judas Iscariotes (o traidor), Judas Tadeu, Mateus, Simão, o Zelote, Simão Pedro, Tiago, Tomé. Os relatos bíblicos mostram que todos que estavam com Jesus e o seguiam eram seus discípulos (Mateus 8:23). Este movimento restauracionista protestante teve suas origens no movimento restauracionista de Thomas Campbell e Alexander Campbell na região dos Apalaches no início do século XIX, visando restaurar o cristianismo primitivo e acabar com o denominacionalismo. Espalhado por diversos países do mundo, os Discípulos de Cristo estão presentes em várias cidades do Brasil.

## Doutrina
Os Discípulos de Cristo não possuem credos mais específicos para além dos rituais e credos mais básicos presentes na Bíblia; assim em comum: creem na Bíblia, praticam o batismo por imersão, celebram a santa ceia aberta a todo e qualquer cristão semanalmente presidida por membros leigos. Cada congregação é autônoma.
Em 2013, a Assembleia Geral dos Discípulos de Cristo aprovou resolução que determina que cada congregação é livre para decidir acerca do casamento entre pessoas do mesmo sexo.

## Estatísticas
| Ano  | Membros   | Igrejas |
| ---- | --------- | ------- |
| 1925 | 1.441.462 | 8.715   |
| 1935 | 1.608.752 | 8.118   |
| 1955 | 1.897.736 | 7.951   |
| 1957 | 1.943.599 | 8.001   |
| 1977 | 1.256.849 | 4.377   |
| 1997 | 879.436   | 3.818   |
| 2009 | 658.869   | 3.691   |
| 2019 | 350.618   | -       |
| 2022 | 277.864   | 3.624   |

A denominação cresceu constantemente entre 1925 e 1957, quando atingiu seu pico de número de membros, 1.943.599 pessoas. Desde então. a denominação declinou rapidamente. Em 2022, seu número de membros era 277.864 pessoas, ou seja, apenas 14,29% do número de membros de 1957.

## Membros notáveis
Alguns membros famosos são:
- J. William Fulbright, Senador do Arkansas;
- James Garfield, presidente dos EUA, ministro ordenado dos Discípulos de Cristo;
- David Lloyd George, Primeiro-ministro do Reino Unido;
- Lyndon B. Johnson, presidente dos EUA, foi ministro de jovens dessa denominação;
- Ronald Reagan, presidente dos EUA, embora frequentasse a Igreja Presbiteriana também.
- Jim Jones, pastor dissidente dos Discípulos de Cristo, fundador da seita Templo do Povo.[5]